# Herencia
Herencia település Spanyolországban, Ciudad Real tartományban. Herencia Villafranca de los Caballeros, Alcázar de San Juan, Llanos del Caudillo, Manzanares, Villarta de San Juan, Puerto Lápice, Camuñas, Las Labores, Villarrubia de los Ojos és Madridejos községekkel határos. Lakosainak száma 8459 fő (2024).

## Népesség
A település népessége az elmúlt években az alábbi módon változott:
| Lakosok száma | 7104 | 7693 | 8372 | 9123 | 8953 | 8847 | 8580 | 8390 | 8510 | 8459 |
|               | 2001 | 2004 | 2006 | 2009 | 2011 | 2014 | 2016 | 2019 | 2021 | 2024 |